# Francisco de Orellana
Francisco de Orellana (Trujillo, Extremadura; 1511-cerca del Río Amazonas, noviembre de 1546) fue un explorador, conquistador y adelantado español en la época del descubrimiento de América. Participó en la conquista del Imperio Inca y, en lo posterior, fue nombrado teniente gobernador en diversas poblaciones. Se lo consideró como uno de los conquistadores más ricos de la época. 
En 1535 participó en la fundación de Puerto Viejo donde desempeñó los cargos de regidor, alcalde ordinario además de teniente gobernador y uno de los primeros vecinos. En 1537 refundó la ciudad de Guayaquil, que había sido destruida por los indígenas nativos en varias ocasiones y reubicada por diferentes colonizadores españoles. Al año siguiente recibió el título de teniente de gobernador de Guayaquil. Después de terminar la reconstrucción de la ciudad partió hacia Quito y, junto a Gonzalo Pizarro, organizó una expedición que terminaría con el descubrimiento del río Amazonas el 12 de febrero de 1542.
Tras sobrevivir a la travesía del viaje por la Amazonia, partió de regreso a España donde fue acusado de traición por cargos presentados por Pizarro. Tras ser absuelto, organizó otra expedición, pero no contó con el capital ni con la aprobación necesarias. Por esta razón, se dedicó a la piratería y se dirigió nuevamente al Amazonas, donde junto a la mayor parte de su tripulación fallecieron sin ubicación específica a lo largo del río.

## Biografía

### Primeros años
Francisco de Orellana había nacido en Trujillo en 1511. Era pariente de la familia de Francisco Pizarro, por parte de su abuela materna. Viajó al Nuevo Mundo muy joven (1527), sirviendo en Nicaragua. Reforzó el ejército de Pizarro en el Perú (1535) y le sirvió en múltiples campañas, en una de las cuales perdió un ojo.

### Fundación de Guayaquil
Durante la guerra civil entre los conquistadores en el Perú, se alineó con los Pizarro y fue enviado por Francisco Pizarro al mando de una columna desde Lima en ayuda de Hernando Pizarro. En 1538 fue nombrado gobernador de la provincia de la Culata, en la costa del actual Ecuador, donde reconstruyó y repobló Santiago de Guayaquil, que había sido recientemente destruida por los indios, anteriormente fundada por Pizarro y repoblada por Sebastián de Belalcázar. La ciudad de Guayaquil tuvo que ser refundada en varias ocasiones puesto los Chonos, ahora conocido como la cultura Milagro Quevedo y los Huancavilcas se alzaron en varias ocasiones destruyendo las ciudades fundadas por los españoles. Sin embargo, tradicionalmente se considera que la fundación de Orellana dio como origen la actual ciudad de Guayaquil. El proceso de fundación de este cabildo es el siguiente.

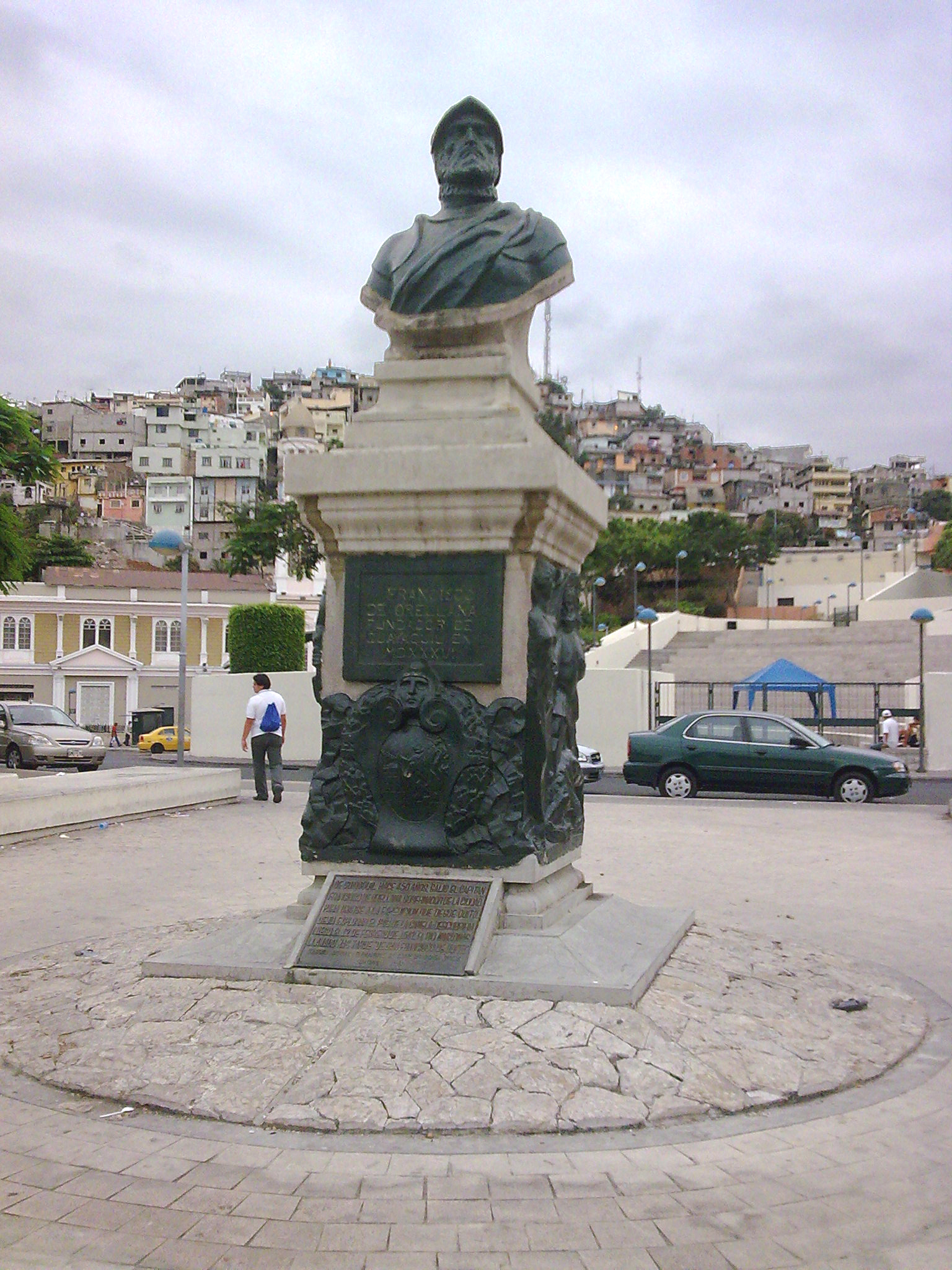
Busto de Francisco de Orellana en Guayaquil, al fondo de la plaza se encuentra la Iglesia de Santo Domingo de Guzmán, la primera de la ciudad.

En 1537, la ciudad de Santiago volvió a ser destruida por el reinicio de los ataques por parte de los nativos. En el transcurso del año la ciudad empezó a despoblarse debido a las violentes olas de ataques de los chonos.
Debido a los ataques y el abandono de Zaera, nuevamente Francisco Pizarro ordenó la reubicación y reconstrucción de Santiago, para ello la misión se le fue encomendada al capitán Francisco de Orellana, quien se encontraba en la ciudad de Puerto Viejo ejerciendo el cargo de gobernador. Orellana llegó de manera inmediata a la región de Santiago para tratar de pacificarla y, una vez más, reubicarla, esta ocasión en las inmediaciones de sector conocido como "La Culata". Sin embargo, Orellana partió nuevamente hacia Puerto Viejo, y de ahí empezaría su viaje hacia Lima, dejando el título de alcalde a Juan Porcel.

### Gobernador de Portoviejo

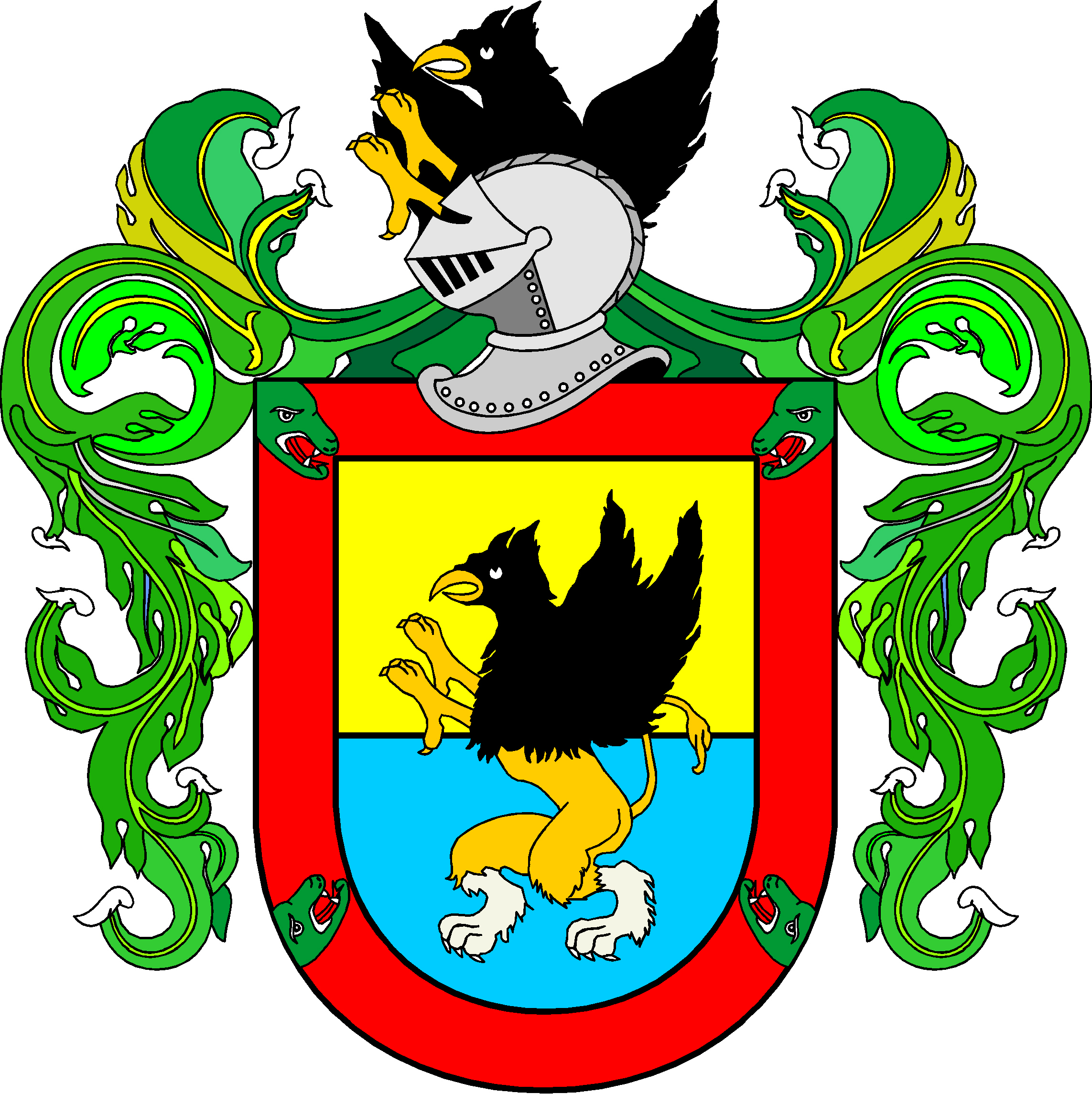
Escudo de Portoviejo otorgado en 1540 con un grifo como simbología imperial y los españoles avecinados le hicieron conocer que la villa había sido fundada en nombre.

Orellana fue Teniente de gobernador de Puerto Viejo, fundada originalmente por Francisco Pacheco. Su mandato no sería bien recibido por los vecinos de la recién fundada ciudad, pues tuvo que tomar medidas para poder reunir plata con el fin de realizar sus exploraciones. Las decisiones que tomó desconocían a la clase dirigente encomendera comprendida por nobleza indígena y españoles conquistadores avecinados que estaba emergiéndose, éstos lo tomaron como traición a los pactos que Pacheco y De Olmos llegaron concretar en más de cinco años, una vez pacificada la región para poner las poblaciones indígenas al yugo de Castilla. Esto hizo que a partir de sus compromisos con amistades, se genere una oposición que busque la revocatoria de su mandato caracterizado por percibidas arbitrariedades. La oligarquía indígena y mestiza que se había creado desde la fundación tenía ya asegurado su futuro, y los sucesores de Orellana no se atrevieron a hacerles frente por lo que al conquistador le tocó lidiar con los primeros desacuerdos sobre la filosofía que interpelaba la racionalidad y espiritualidad de los indígenas, y la demostración de su rechazo, estaba mermado por los prejuicios que se hacían en la época al comparar los indios de Puerto Viejo, que se consideraron domésticos y de paz, en comparación a los que había debajo de la península de Santa Elena, denominados belicosos y guerreros.
Estas desavenencias, así como su prisa para lograr captar riqueza como recompensa de sus servicios, le llevaron a abandonar el cargo. Consecuencia de esto, los Alcaldes Ordinarios le sustituyeron en las sesiones de cabildo. La experiencia de esta administración sirvió para que sus similares en otras ciudades suavizaran sus intenciones y facultades políticas.

### Inicio de las expediciones
En diciembre de 1540, Gonzalo Pizarro como teniente gobernador de la ciudad americana Quito, partió con una expedición desde Cusco con la orden de Francisco Pizarro de explorar el este de Quito e ir en busca del País de la Canela y la cuna del reino del El Dorado más allá en el oriente selvático. Orellana supo de la expedición que organizaba Pizarro y se unió a ella. En Quito, Pizarro juntó una fuerza de 340 hidalgos españoles, 200 a caballo y 4000 indios, mientras que Orellana, segundo al mando, fue mandado a Guayaquil para alistar más tropas y conseguir caballos. Pizarro partió de Quito en febrero de 1541, justo antes de que Orellana, con 23 hombres y caballos, se uniera a él. 
Orellana no abandonó y se apresuró para unirse a la expedición principal, contactándola finalmente en el valle de Zumaco, próximo a Quito en marzo de 1541. Fue el tercer Teniente de Gobernador de Puerto Viejo después de haber asistido a su pacificación y fundación donde perdió un ojo, en las inmediaciones de la actual costa ecuatoriana, además de haber sido uno de los primeros célebres vecinos de Puerto Viejo. Por ello existen documentos que ameritan la estancia de Francisco de Orellana en los primeros cabildos coloniales de actuales ciudades ecuatorianas.

### Descubrimiento del Río Amazonas

Primer viaje europeo por el río Amazonas (1541-1542).

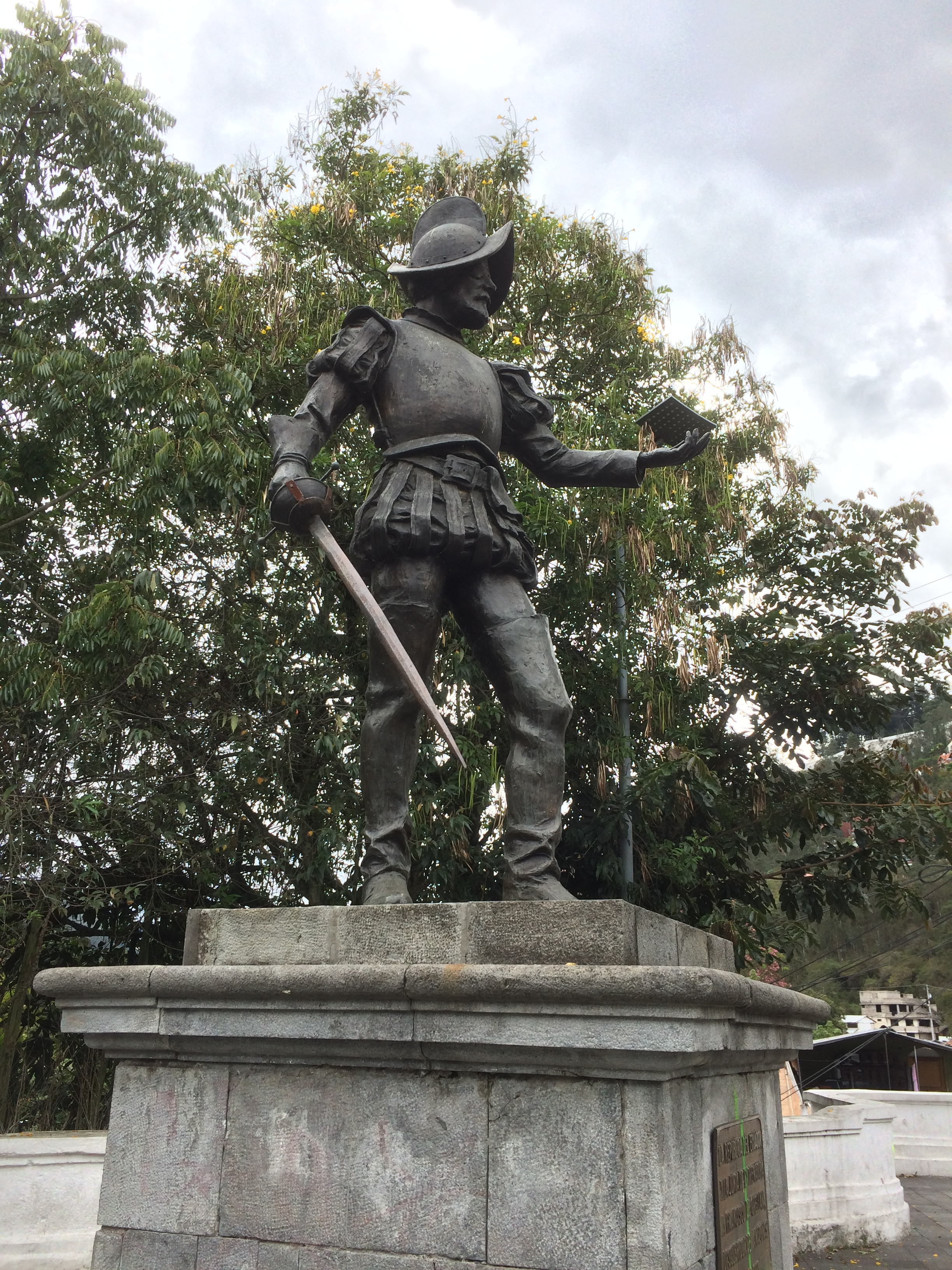
Monumento a Orellana en la plaza de la Iglesia de Guápulo, punto de partida (desde Quito) hacia la Amazonía.

Cruzaron los Andes. Al cabo de un año, ante la falta de resultados de la búsqueda, Gonzalo Pizarro y Orellana construyeron un bergantín, el San Pedro, para transportar a los heridos y los suministros, y siguieron los cursos de los ríos Coca y Napo hasta la confluencia de este con el Aguarico y el Curaray, donde se encontraron faltos de provisiones. Habían perdido 140 de los 340 españoles y 3000 de los 4000 indios que componían la expedición.
Acordaron entonces (2 de febrero de 1542) que Orellana prosiguiera en el barco en busca de alimentos río abajo. Le acompañaban unos cincuenta hombres. Incapaz de remontar el río, Orellana esperó a Pizarro. Finalmente, hizo un último intento de ponerse en contacto con él ofreciendo a sus hombres una recompensa para los seis voluntarios que aceptasen remontar el río e informar a Pizarro de su situación. Sin embargo solo tres hombres se ofrecieron para intentar volver río arriba y así la iniciativa de Orellana no se pudo llevar a cabo. Tras una votación, se decidió seguir río abajo con la esperanza de lograr llegar al final del río y salvar así sus vidas. Para intentar el viaje con más garantías de éxito, se comenzó la construcción de un nuevo bergantín, el Victoria. Mientras tanto, Pizarro había vuelto hacia Quito por una ruta más hacia el norte, con sólo 80 hombres, los que quedaban vivos.
Orellana siguió río abajo. Al cabo de siete meses y un viaje de 4800 kilómetros, en los que navegó río abajo por el río Napo, el Trinidad (¿río Jurua?), el río Negro (bautizado por Orellana) y el Amazonas, llegó a su desembocadura (26 de agosto de 1542), y desde allí se dirigió costeando a Nueva Cádiz en la isla de Cubagua (actual Venezuela). La Victoria, llevando a Orellana y Carvajal, bordeó la isla de Trinidad por el sur y quedó varada en el golfo de Paria durante siete días, llegando finalmente a Cubagua el 11 de septiembre de 1542.
Fue en este viaje en el que el Amazonas adquirió su nombre. Se cuenta que la expedición fue atacada por feroces mujeres guerreras, similares a las amazonas de la mitología griega, pero es posible que simplemente luchara contra guerreros indígenas de pelo largo. Sin embargo, las crónicas del Padre Gaspar de Carvajal, cronista de Orellana deja muy claro que los indígenas que les combatieron estaban liderados por mujeres.

### Exploración de la selva amazónica

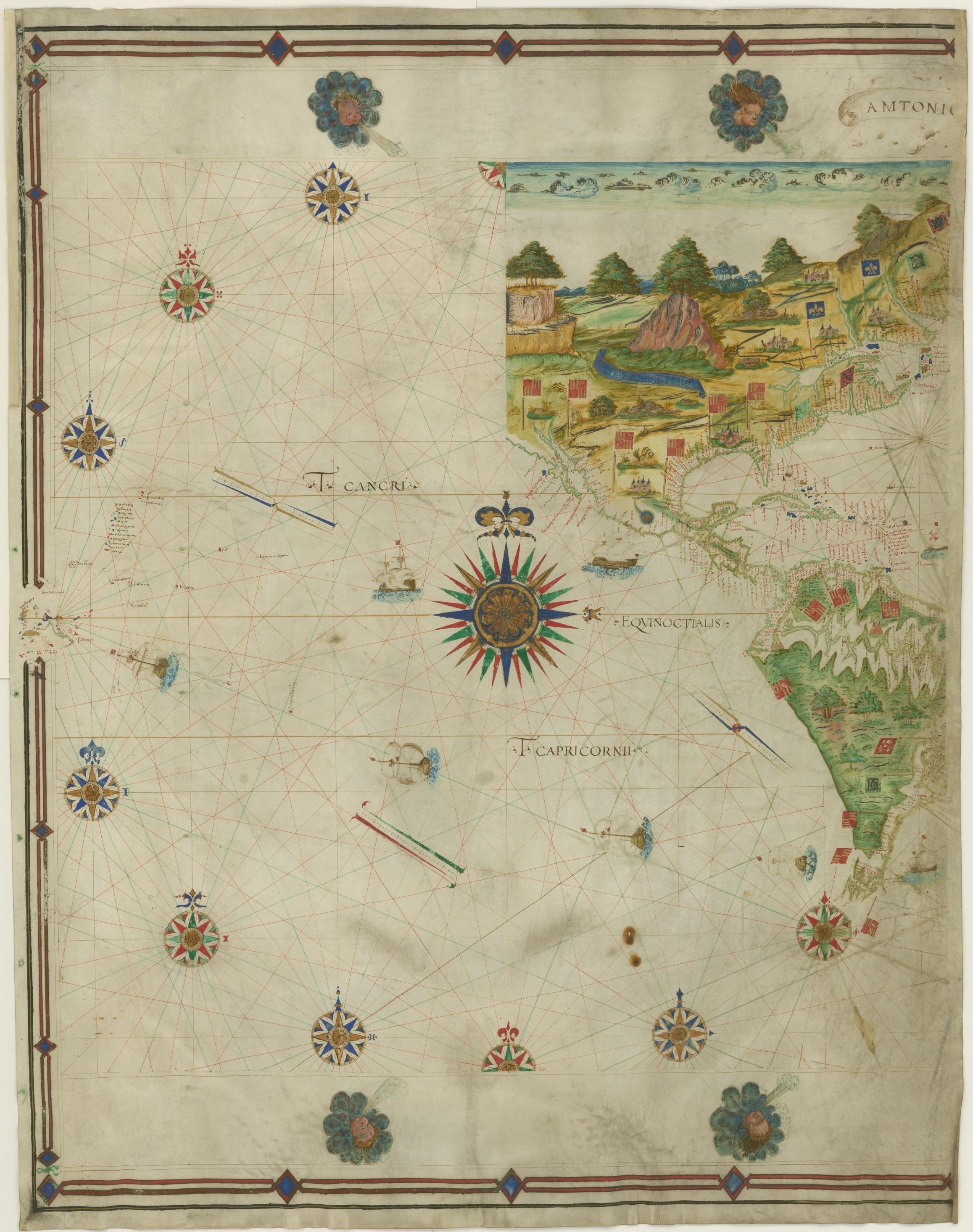
Mapa de la expedición de Francisco de Orellana, 1539 a 1542. Mapa atribuido a António Pereira, un marinero portugués.

Puesto que se desvanecía toda esperanza de reunirse con Gonzalo Pizarro, jefe de la expedición, Orellana fue elegido de forma unánime capitán del grupo. Se decidió construir un nuevo bergantín, al que se puso por nombre Victoria, y continuar por el río hasta mar abierto. Durante el trayecto, los heroicos exploradores arrostraron mil peligros, fueron atacados varias veces por los indígenas y dieron muestras de un valor extraordinario.
El viaje les preparó continuas sorpresas: árboles inmensos, selvas de lujuriosa vegetación y un río que más bien parecía un mar de agua dulce y cuyos afluentes eran mayores que los más caudalosos de España. Cuando dejaron de divisar las orillas de aquel grandioso río, Orellana ordenó que se navegara en zigzag para observar ambas riberas.
En la mañana del 24 de junio, día de San Juan, fueron atacados por un grupo de amerindios encabezado por las míticas amazonas. Los españoles, ante aquellas mujeres altas y vigorosas que disparaban sus arcos con destreza, creyeron estar soñando. En la refriega consiguieron hacer prisionero a uno de los hombres que acompañaban a las aguerridas damas, quien les relató que las amazonas tenían una reina que se llamaba Conori y poseían grandes riquezas. Maravillados por el encuentro, los navegantes bautizaron el río en honor de tan fabulosas mujeres.
El 24 de agosto, Orellana y los suyos llegaron a la desembocadura de aquella impresionante masa de agua. Durante dos días lucharon contra las olas que se formaban al chocar la corriente del río con el océano y, al fin, consiguieron salir a mar abierto. El 11 de septiembre llegaban a la isla de Cubagua, en el mar Caribe venezolano, culminando uno de los más apasionantes periplos de la historia de los descubrimientos.

### Viaje a España

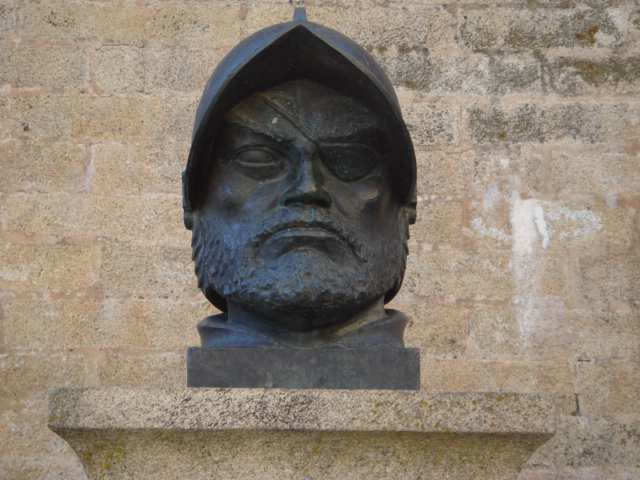
Busto en Trujillo, Cáceres.

Desde Cubagua, Orellana embarcó hacia España. Sin embargo, tras una travesía difícil, llegó primero a Portugal, donde el rey le ofreció hospitalidad e incluso recibió ofertas para volver al Amazonas con una expedición abundantemente provista bajo bandera portuguesa. De esta manera se comprobaba el patente interés de la corona en los descubrimientos de estas leyendas.
El Tratado de Tordesillas había puesto toda la longitud del Amazonas bajo soberanía castellana, mientras que los portugueses consideraban la costa brasileña como de su entera propiedad. Sin embargo, Orellana continuó a Valladolid (mayo de 1543) con la esperanza de conseguir las reclamaciones castellanas sobre toda la cuenca del Amazonas.
Una vez en la corte, y tras nueve meses de negociaciones, el príncipe Felipe II le nombra adelantado y gobernador de las tierras que había descubierto, bautizadas como Nueva Andalucía (13 de febrero de 1544). Las capitulaciones le permitían explorar y colonizar Nueva Andalucía con no menos de 200 soldados de infantería, 100 de caballería y el material para construir dos barcos fluviales. A su llegada al Amazonas, debía construir dos ciudades, una de ellas justo en la boca del río. Sin embargo, los preparativos se alargaron debido a la falta de fondos. Finalmente gracias a la financiación de Cosmo de Chaves, padrastro de Orellana, la expedición pudo partir. Poco antes Orellana se casaría con Ana de Ayala, una joven de origen humilde que le acompañará en su nueva travesía. 

### Regreso a América

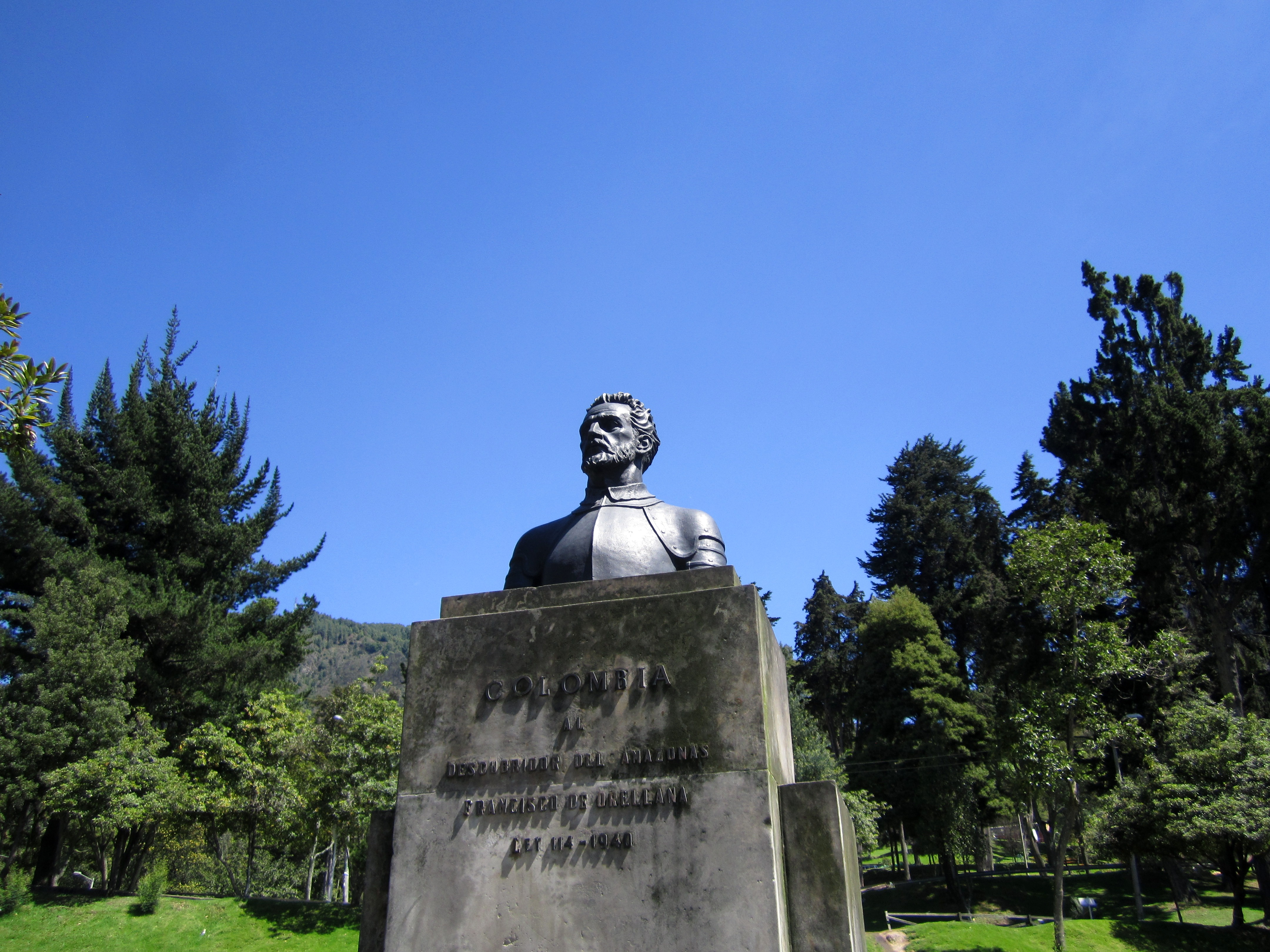
Monumento a Francisco de Orellana en el parque nacional de Bogotá.

Zarpa de Cádiz, pero es detenido en Sanlúcar de Barrameda, debido a que gran parte de su expedición estaba compuesta por no castellanos. Finalmente (11 de mayo de 1545), y escondido en uno de sus barcos, zarpa subrepticiamente de Sanlúcar con cuatro barcos. Uno se pierde antes de llegar a las islas de Cabo Verde, otro en el curso de la travesía y un tercero es abandonado al llegar a la desembocadura del Amazonas. 
El desembarco se produce poco antes de las Navidades de 1545 y Orellana se interna unos quinientos kilómetros en el delta del Amazonas tras construir un barco fluvial. 57 hombres mueren de hambre y el resto acampan en una isla del delta entre indios amistosos. Orellana parte en un bote para encontrar comida y la rama principal del Amazonas. A su regreso, encuentra el campamento desierto, pues los hombres habían construido un segundo bote y partido en busca de Orellana. Finalmente abandonaron y partieron costeando hacia la isla Margarita en el mar Caribe.

### Últimos días
Orellana y su grupo siguieron tratando de localizar el canal principal, pero fueron atacados por los nativos caribes. Diecisiete murieron a causa de las flechas venenosas y el mismo Orellana murió poco después, en noviembre de 1546.
Cuando los supervivientes del segundo bote llegaron a la isla Margarita, se encontraron con 25 compañeros, incluyendo a Diego García de Paredes y Ana de Ayala, que habían llegado en el cuarto barco de la flota original. Un total de 44 supervivientes (de 300 que habían partido) fueron finalmente rescatados por un barco español. Muchos de ellos se asentaron en Centroamérica, Perú y Chile, mientras que Ana de Ayala se casó con otro superviviente, Juan de Peñalosa, con el que vivió hasta su muerte en Panamá.

## Legado

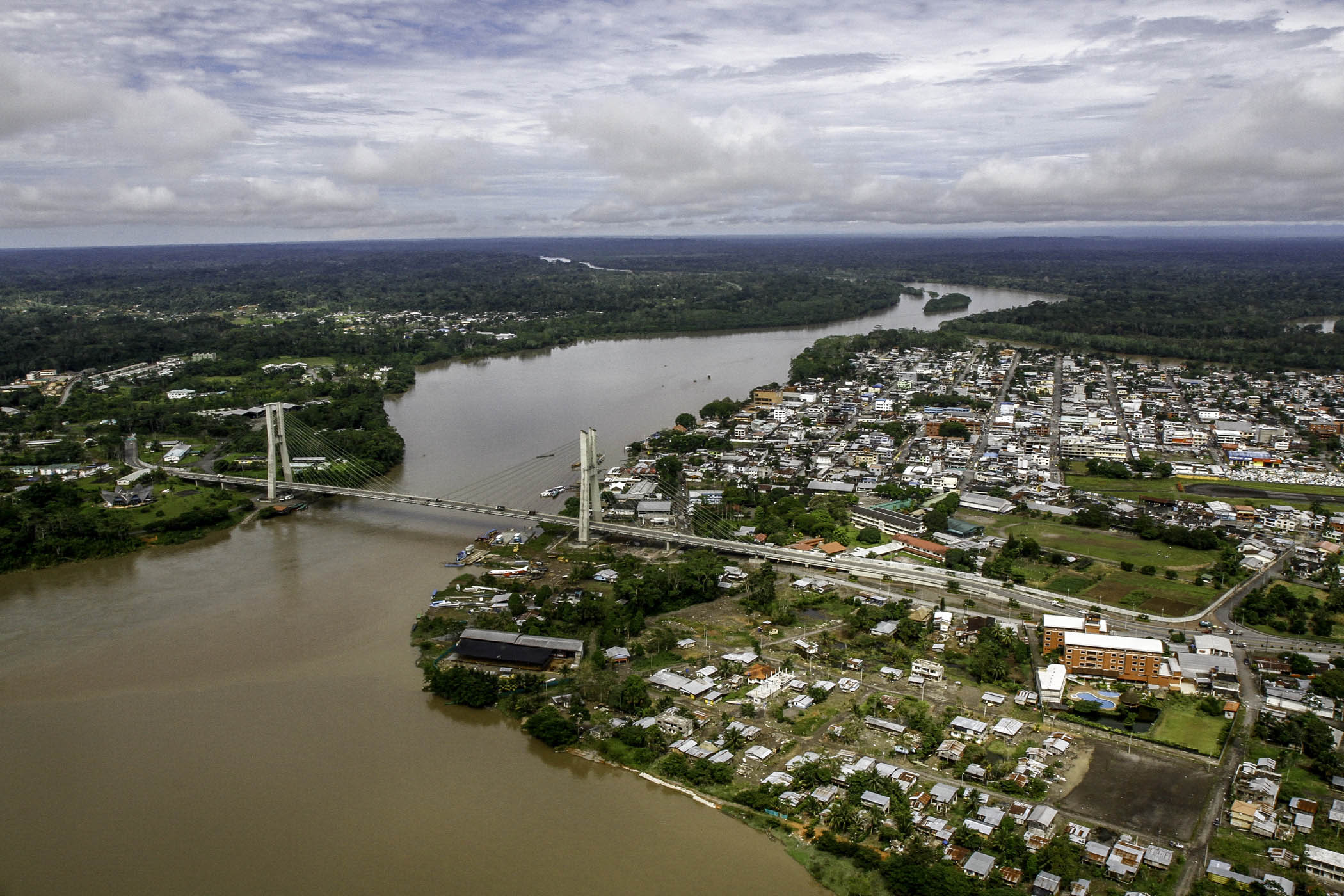
El Puerto Francisco de Orellana. Se encuentra en lo que históricamente fue la zona de Quijos. Gonzalo Díaz de Pineda hizo la primera expedición desde ahí en 1538. Después Gonzalo Pizarro y Francisco de Orellana realizaron una nueva exploración que terminó con el descubrimiento del río Amazonas en 1541.

### Toponimios
En la actualidad, una provincia de Ecuador recibe el nombre de Orellana. Igualmente, en el departamento peruano de Loreto existen las localidades de Francisco de Orellana y Orellana, que son capitales de los distritos de Las Amazonas (provincia de Maynas) y Vargas Guerra (provincia de Ucayali) respectivamente. La ciudad más grande de la Amazonía de Ecuador se llama Puerto Francisco de Orellana, también conocido como El Coca por encontrarse a las orillas del Río Coca.

### Cultura popular
Francisco de Orellana aparece como parte del hilo conductor de la cuarta película de la saga Indiana Jones, (Indiana Jones y el reino de la calavera de cristal), aunque muchos de los datos afirmados sobre Orellana son inexactos.
Para empezar, Orellana no fue buscando la mítica ciudad de El Dorado, como se afirma en la película. Además, Indiana Jones afirma que Orellana no regresó jamás a España, sin embargo, fue acusado por Francisco Pizarro de alta traición y juzgado en España, siendo exonerado. 
El escritor Demetrio Aguilera Malta, le dedicó un libro dentro de su trilogía llamada Episodios americanos, bajo el título de El Quijote de El Dorado: Orellana y el río de las Amazonas, publicado en Madrid en 1964.

## Estudios acerca de su vida
- La fuente fundamental de la primera expedición fue escrita por fray Gaspar de Carvajal, el capellán que acompañó a Orellana en su primera exploración del Amazonas. Se trata de la Relación del nuevo descubrimiento del famoso río Grande que descubrió por muy gran ventura el capitán Francisco de Orellana. La Relación no fue publicada completa hasta 1894 por el erudito chileno José Toribio Medina, como parte de su obra Descubrimiento del Río de Las Amazonas. Más tarde, en 1934, fue extensamente revisada por H. C. Heaton.[15]
- El cronista de Indias Gonzalo Fernández de Oviedo (1473-1557), vecino de Santo Domingo, dio a conocer el viaje de Orellana y Carvajal en una carta al Cardenal Pietro Bembo, fechada el 20 de enero de 1543[16] en un resumen que fue traducida al italiano y publicada en la recopilación de Giovanni Battista Ramusio, (1485-1557) Navegationi e Viaggi, tomo 3.[17]
- La Relación entera de Carvajal fue compilada y comentada por Oviedo en la tercera parte de su Historia general y natural de las Indias la Tercera Parte, libro L, capítulo XXIV que fue publicada por primera vez en el año 1855.[18]
- El cronista de Indias, Antonio de Herrera (1549-1626) relata en su Historia general de los hechos de los castellanos en las Islas i Tierra firme del Mar Océano (década VII, libro IX, caps. VIII-IX) la segunda expedición de Orellana al Amazonas y su muerte.[19]

| Predecesor: Capitán Gonzalo de Olmos (Teniente Interino) | Conquistador, Pacificador, Vecino de la Villa Nueva de San Gregorio de Puerto Viejo; Regidor de la Villa Nueva de Puerto Viejo, capitán general y teniente de Puerto Viejo y su jurisdicción. Destituido en su ausencia. 1537-1544 | Sucesor: Capitán Hernando de Bachicao (Teniente de Gobernador y Justicia Mayor) |